# Espigão d'Oeste
Espigão d'Oeste is een gemeente in de Braziliaanse deelstaat Rondônia. De gemeente telt 29.397 inwoners (schatting 2022).

## Aangrenzende gemeenten
De gemeente grenst aan Cacoal, Pimenta Bueno, Vilhena en Rondolândia (MT).